# FutuRisiKo!
FutuRisiKo! è una variante del gioco RisiKo!, lanciata nel 1992.

## Differenze col gioco originale
A differenza del RisiKo! la plancia è suddivisa in meno territori continentali, sono presenti differenti tipi di unità come sottomarini ed aeroplani e l'unico obiettivo per ogni giocatore è l'occupazione di 20 territori.

## Componenti
Il gioco comprende:
- 6 armate di diversi colori, composte da:
  - 50 carri armati MK 666 "HELL" (armate terrestri);
  - 20 aerei FB 207 "STEALTH" (armate aeree);
  - 10 sottomarini classe "NAUTILUS_2000" (armate marine);
  - 20 guarnigioni (bandierine);
- 10 dadi a 6 facce (con il simbolo dell'esplosione su due facce, che identifica "colpo messo a segno");
- 1 mazzo di 60 carte (12 "Arma Segreta", 6 "Missili Balistici", 12 "Siluro Killer", 6 "Scudo Spaziale", 12 "Super Produzione", 6 "Tregua", 6 "Tradimento");
- 1 plancia;
- 1 regolamento.

(Non ci sono le carte territorio)

## La plancia
La plancia è suddivisa in 36 territori e 8 aree di mare. I territori sono contraddistinti da un nome scritto in nero e da una grande città; sono separati da un confine rosso. Le aree di mare sono contraddistinte da un nome scritto di bianco, e sono delimitate da un confine tratteggiato di bianco. Alcuni territori separati da brevi tratti di mare sono collegati da linee nere, che possono essere attraversate dalle armate terrestri.

## Preparazione del gioco
- Ogni giocatore sceglie un colore (rosso, giallo, blu, verde, lilla e nero) e prende le armate relative.

- Mischiare il mazzo di carte ed estrarne una a caso. Il colore estratto (sui due angoli superiori della carta vi sono due bolli colorati) indica chi sarà il primo a giocare. Gli altri proseguiranno in senso orario.

- Partendo dal primo giocatore, ognuno prende una delle sue guarnigioni e le pone sulla plancia, occupando uno dei territori liberi.

- Prendere i 10 dadi e tenerli a portata di mano.

- Prendere il mazzo e porlo vicino alla plancia.

Quando tutti i territori saranno occupati dalle guarnigioni dei vari giocatori si inizia il gioco vero e proprio, seguendo le varie fasi.

## Le fasi
Il gioco è suddiviso in 4 fasi. Al termine di ogni fase si passa a quella successiva. Al termine dell'ultima fase si ritorna alla prima.

### Determinazione della sequenza di gioco
Mischiate le carte e pescatene una (o più), fino ad ottenere un colore corrispondente a quello di uno dei giocatori, il quale sarà, nelle tre fasi successive il primo a giocare. Gli altri seguiranno in senso orario.

### Distribuzione delle carte
Distribuite le carte in modo tale che un giocatore ne abbia una per ogni tre guarnigioni. Un giocatore può, prima di ricevere una carta, scartarne una di quelle in suo possesso in modo che ne abbia in mano il numero giusto. Il numero delle carte viene assegnato per difetto: se un giocatore possiede 8 territori, avrà diritto solo a 2 carte.

### Fase produttiva
Durante la fase produttiva i giocatori devono costruire nuove armate e disporle sulla plancia in un territorio di loro possesso.
Le armate sono prodotte in base ai punti produzione (PP) a disposizione. Ogni giocatore dispone di 1 PP per ogni suo territorio sulla plancia.
Il costo delle armate è il seguente:
- Armate terrestri 1 PP ciascuna
- Armate aeree 2 PP ciascuna
- Armate marine 5 PP ciascuna

Le armate terrestri e aeree vengono poste su un territorio in possesso del giocatore. Le armate marine vengono poste in un'area di mare adiacente al territorio sotto il possesso del giocatore.
In questa fase possono essere giocati "Missili Balistici", "Super Produzione", "Scudo Spaziale".
In ogni turno bisogna finire tutti i PP prodotti nel turno stesso.

### Fase operativa
La fase operativa è composta da movimento e combattimento.

#### Movimento
- Movimento Terrestre: un'armata terrestre può essere mossa da un territorio in cui si trova ad un territorio (amico o nemico) adiacente o collegato da una linea nera. Per uno spostamento totale di un territorio.Tutti i giocatori possono muovere le truppe indipendentemente da chi ha iniziato il combattimento.

- Movimento Aereo: un'armata aerea può essere mossa da un territorio in cui si trova ad un territorio (o area di mare) adiacente e, da quest'ultimo, ad un altro territorio (amico o nemico) sempre adiacente. Un'unità aerea non può terminare il suo movimento su un'area di mare. Per uno spostamento totale di due territori (stato+stato o stato+mare).

- Movimento Marino: un'armata marina può essere mossa da un'area di mare in cui si trova ad un'altra adiacente. Per un totale di uno spostamento di un'area di mare.

- Movimento Anfibio: un'armata terrestre può essere mossa da un territorio ad un altro adiacente alla stessa area di mare, purché in quest'area ci sia almeno un'armata marina. In pratica, se c'è un'armata marina in un tratto di mare, un'armata terrestre può spostarsi come un'armata aerea: mare+stato.

Ogni armata può eseguire una sola mossa per turno (movimenti terrestri e marini 1 spostamento, movimenti aerei e anfibi 2 spostamenti)
Le armate navali utilizzate per gli spostamenti anfibi non possono eseguire ulteriori movimenti.

#### Combattimento
Dopo aver completato i movimenti si passa alla fase di combattimento.
Combattimento navale: Le armate marine possono attaccare una sola volta per turno un'armata aerea o terrestre nemica, su un territorio adiacente alla area di mare da essa occupata. Dopo aver dichiarato quale territorio attaccare, il giocatore lancia due dadi per ogni sua armata marina, eliminando un'unità aerea o terrestre per ogni colpo messo a segno (cioè se esce l'immagine dell'esplosione). Se ci sono dei sottomarini nell'area di mare in cui risiede il sottomarino del giocatore, esso può distruggere gli altri usando solo la carta "Siluro Killer". le armate marine non possono distruggere le guarnigioni.
Combattimento terrestre e aereo: Le armate del giocatore di turno possono attaccare una sola volta per turno un'unità terrestre o aerea del territorio in cui si svolge la battaglia. Il giocatore può attaccare con solo un territorio per volta il terreno nemico.
Lancia i dadi il giocatore che possiede nel territorio il maggior numero di armate aeree (se sono pari allora lancia per primo il difensore).
L'attaccante lancia un dado per ogni sua armata coinvolta nel combattimento (se le armate sono superiori a dieci allora si lanciano lo stesso dieci dadi, eliminando, subito, un'armata nemica per ogni colpo messo a segno. Prima i lanciare i dadi il giocatore può giocare le carte "Arma Segreta" e "Tradimento".
Il difensore lancia un dado per ogni sua armata coinvolta nella battaglia, più due per la bandiera, eliminando, subito, un'armata nemica per ogni colpo messo a segno. Prima di lanciare i dadi il giocatore può giocare le carte "Arma Segreta" e "Tradimento".
Il combattimento prosegue con una serie alternata di lanci di dado, fino alla vittoria di uno dei due giocatori.
L'attaccante vince se elimina tutte le armate avversarie e la bandierina (ponendovi sopra una sua bandierina). Le guarnigioni possono essere eliminate con un solo colpo, ma prima l'attaccante deve distruggere tutte le armate.
Il difensore vince se elimina tutte le armate dell'attaccante.
Seguendo il giro decretato dalle carte durante la fase 1, ogni giocatore esegue la propria fase operativa. Quando tutti l'avranno fatto si ritorna alla fase di "Determinazione della sequenza di gioco" per iniziare un nuovo turno.

## Carte
Una delle molte novità introdotte in questo gioco, rispetto al classico RisiKo!, sono le carte-azione che sostituiscono le carte-territorio e le carte-obiettivo dell'edizione passata.
Le carte sono di 7 tipi differenti:
- 3 da giocare durante la fase produttiva:
  - Super Produzione: permette di lanciare un dado per ogni territorio ed aumentare i propri PP del turno in corso del valore ottenuto lanciando i dadi;
  - Missile Balistico: permette di lanciare un dado per ogni territorio e diminuire i PP del giocatore contro cui è stata giocata del valore scaturito dal lancio dei dadi;
  - Scudo Spaziale: protegge dall'attacco di un missile balistico avversario, annullandone l'effetto.
- 2 da giocare nella fase operativa, prima del combattimento:
  - Siluro Killer: permette di lanciare un dado ed eliminare un'armata marina avversaria se il colpo viene messo a segno;
  - Tregua: impone una tregua durante tutto il turno tra chi l'ha giocata ed un avversario a scelta.
- 2 da giocare nel corso di un combattimento, prima di ogni lancio di dadi:
  - Arma Segreta: consente di lanciare un numero di dadi maggiore, aggiungendo anche il numero delle armate nemiche;
  - Tradimento: i dadi vengono lanciati due volte: la prima si lanciano tanti dadi quante sono le armate avversarie nel territorio e, per ogni colpo messo a segno, un'armata avversaria diventa del proprio schieramento; nel secondo lancio si fa un attacco normale (contando, naturalmente, anche le nuove armate ottenute dal primo lancio).